# Potrzebowice
Potrzebowice – wieś w Polsce położona w województwie wielkopolskim, w powiecie czarnkowsko-trzcianeckim, w gminie Wieleń, położona niedaleko Wronek oraz Krzyża Wlkp. Miejscowość położona w Puszczy Noteckiej.
Przez wieś przebiega droga wojewódzka nr 135.
10 sierpnia 1992 roku w pobliżu Potrzebowic i okolicach wystąpił jeden z największych w historii Polski pożar, w którym spłonęło blisko 6000 hektarów lasu.
W miejscowości znajduje się nadleśnictwo, którego lasy najbardziej ucierpiały podczas pożaru. Siedziba nadleśnictwa mieści się w dawnym dworze Sapiehów. Obok dworu rozciąga się wpisany do rejestru zabytków park angielski, obecnie (listopad 2022) niedostępny do zwiedzania. Na północnym skraju wsi, po zachodniej stronie drogi nr 135 nadleśnictwo urządziło w celach edukacyjnych niewielkie arboretum leśne z dużą zadaszoną wiatą turystyczną.
W latach 1975–1998 miejscowość administracyjnie należała do województwa pilskiego.